# Juguemos en el mundo
Juguemos en el mundo es una película filmada en colores de Argentina dirigida por María Herminia Avellaneda según su propio guion escrito en colaboración con el guion de María Elena Walsh que se estrenó el 19 de agosto de 1971 y que tuvo como protagonistas a María Elena Walsh, Perla Santalla, Jorge Mayor, Hugo Caprera y Eva Franco. La coreografía estuvo a cargo de Graciela Luciani.
Por su actuación en este filme Perla Santalla fue galardonada con el Premio Cóndor de Plata a la mejor actriz de reparto.
Fue filmada casi en su totalidad en Pasteur (Buenos Aires), la directora María Herminia Avellaneda vivió allí hasta los 7 años.

## Sinopsis
Los personajes de cuentos y canciones Doña Disparate y Bambuco llegan a un pueblecito y allí encontrarán problemas en una película para chicos, en la cual los grandes encontrarán innumerable cantidad de guiños políticos.

## Reparto
Participaron en el filme los siguientes intérpretes:
- María Elena Walsh
- Perla Santalla
- Jorge Mayor
- Hugo Caprera
- Eva Franco
- Aída Luz
- Virginia Lago
- Jorge Luz
- Norman Briski
- Aldo Barbero
- Héctor Gióvine
- Zulema Katz
- Rodolfo Machado
- Juan Alberto Domínguez
- Carlos Gros
- Susana Lanteri
- Meme Vigo
- Elena Cánepa
- Geno Díaz
- Eduardo Bergara Leumann
- Eduardo Cocchi

## Comentarios
Panorama escribió:

”Lo que realmente importa es que Juguemos en el mundo trae por fin al cine comercial argentino… la fantasía, la imaginación, la antisolemnidad, el delirio… Tanto regocijo se interrumpe cuando María Elena Walsh entra en el pueblo y en el film. Inexplicablemente los 10 o 15 minutos finales se transforman en un “show María Elena” que poco o nada tiene que ver con el resto de Juguemos… .”

Clarín dijo:

”Demostración cabal de que el cine de “gran público” no tiene por qué ser intrascendente ni estar hecho de una manera gruesa.”

Agustín Mahieu en La Opinión comentó:

”Imaginación y poesía en una película de inédita ternura.”

Manrupe y Portela escriben:

”Fábula tal vez demasiado intelectual, valiosa como testimonio cinematográfico de M. E. Walsh en un momento de popularidad como cantante para adultos.”